# La ballata della città senza nome
La ballata della città senza nome (Paint Your Wagon) è un film del 1969, diretto da Joshua Logan.

## Trama
Un avventuriero trova una vena d'oro mentre scava per seppellire un morto ed a partire da questa scoperta, sorgera' una città di baracche che alla fine sprofonderà a causa delle gallerie scavate dai cercatori. La sceneggiatura fu tratta da un vecchio musical degli anni '40.